# Sporting Kansas City II
El Sporting Kansas City II es un equipo de fútbol de la ciudad de Kansas City, Estados Unidos que juega en la MLS Next Pro. Es el equipo reserva del Sporting Kansas City de la Major League Soccer. Fue fundado el 22 de octubre de 2015 con el nombre de Swope Park Rangers y refundado en 2019. El Kansas City II juega de local en el Rock Chalk Park, el estadio de futbol de la Universidad de  Kansas de la ciudad de Kansas.

## Historia

### Swope Park Rangers (2015-2019)
Fue fundado el 22 de octubre de 2015 para reemplazar al Oklahoma City Energy FC en la USL, siendo propiedad del Sporting Kansas City luego de que el club de la MLS adquiriera una franquicia para la temporada 2016 el 11 de agosto de 2015.
Los Rangers se convirtieron en el tercer equipo de la hoy en día USL Championship en ser afiliados al Sporting Kansas City, ya que previamente lo habían sido el Orlando City SC y el Oklahoma City Energy FC.
Terminó su primera temporada de 2016 en el cuarto lugar de la conferencia este, con un récord de 14-10-6, y perdió la final de la Copa USL ante el New York Red Bulls II.

### Sporting Kansas City II (2019-)
El 30 de septiembre de 2019 el club anunció su nuevo nombre Sporting Kansas City II para la temporada 2020 de la USL Championship.

## Jugadores

### Equipo 2024
- Incluye jugadores a préstamo desde el primer equipo, jugadores seleccionados de los Drafts y jugadores a prueba.

### Entrenadores
- Marc Dos Santos (2015 - 2016)
- Nikola Popovic (2016 - 2017)[8]
- Paulo Nagamura (2017 - 2021)[9]
- Benny Feilhaber (2022 - )

## Trayectoria

### Año a año
| Año                          | USL Temporada regular   | USL Temporada regular   | USL Temporada regular   | USL Temporada regular   | USL Temporada regular   | USL Temporada regular   | USL Temporada regular   | Position                | Position                | Playoffs                 | Goleador                | Goleador                | U.S. Open Cup                 |
| Año                          | PJ                      | V                       | E                       | D                       | GF                      | GC                      | Pts                     | Conf.                   | Clas.                   | Playoffs                 | Jugador                 | Goles                   | U.S. Open Cup                 |
| Como Swope Park Rangers      | Como Swope Park Rangers | Como Swope Park Rangers | Como Swope Park Rangers | Como Swope Park Rangers | Como Swope Park Rangers | Como Swope Park Rangers | Como Swope Park Rangers | Como Swope Park Rangers | Como Swope Park Rangers | Como Swope Park Rangers  | Como Swope Park Rangers | Como Swope Park Rangers | Como Swope Park Rangers       |
| ---------------------------- | ----------------------- | ----------------------- | ----------------------- | ----------------------- | ----------------------- | ----------------------- | ----------------------- | ----------------------- | ----------------------- | ------------------------ | ----------------------- | ----------------------- | ----------------------------- |
| 2016                         | 30                      | 14                      | 10                      | 6                       | 45                      | 36                      | 48                      | 4°, Oeste               | 9°                      | Final                    | Mark Anthony Gonzalez   | 9                       | Inhabilitado (reserva de MLS) |
| 2017                         | 32                      | 17                      | 8                       | 7                       | 55                      | 37                      | 58                      | 4°, Oeste               | 5°                      | Final                    | Kharlton Belmar         | 15                      | Inhabilitado (reserva de MLS) |
| 2018                         | 34                      | 15                      | 11                      | 8                       | 52                      | 53                      | 53                      | 7°, Oeste               | 11°                     | Semifinal de conferencia | Hadji Barry             | 17                      | Inhabilitado (reserva de MLS) |
| 2019                         | 34                      | 6                       | 20                      | 8                       | 46                      | 80                      | 26                      | 18°, Este               | 36°                     | No clasificó             | Wilson Harris           | 12                      | Inhabilitado (reserva de MLS) |
| Como Sporting Kansas City II |                         |                         |                         |                         |                         |                         |                         |                         |                         |                          |                         |                         |                               |
| 2020                         | 16                      | 5                       | 10                      | 1                       | 21                      | 30                      | 16                      | 12°, Este               | 23°                     | No clasificó             | Wilson Harris           | 8                       | Inhabilitado (reserva de MLS) |
| 2021                         | 32                      | 4                       | 20                      | 8                       | 31                      | 64                      | 20                      | 15°, Este               | 30°                     | No clasificó             | Enoch Mushagalusa       | 8                       | Inhabilitado (reserva de MLS) |
| 2022                         | 24                      | 9                       | 3                       | 12                      | 31                      | 38                      | 31                      | 8°, Este                | 15°                     | No clasificó             | Rauf Salifu             | 6                       | Inhabilitado (reserva de MLS) |

## Palmarés
| Competición nacional              | Títulos     | Subcampeonatos |
| --------------------------------- | ----------- | -------------- |
| Copa USL (0/2)                    |             | 2016, 2017.    |
| Conferencia Oeste de la USL (2/0) | 2016, 2017. |                |